# Volkmar Gabert
Volkmar Gabert (ur. 11 marca 1923 w Dubí, Czechosłowacja, zm. 19 lutego 2003 w Unterhaching) – niemiecki polityk i samorządowiec, wieloletni deputowany bawarskiego landtagu, poseł do Parlamentu Europejskiego I kadencji.

## Życiorys
Jego ojciec był nauczycielem i burmistrzem, działał w Niemieckiej Socjaldemokratycznej Partii Pracy w Republice Czeskiej. W 1938 Volkmar Gabert wraz z rodziną uciekł do Wielkiej Brytanii. W trakcie wojny zarabiał na życie jako mechanik, tokarz i rolnik, działał także w organizacjach socjalistycznych. Po wojnie osiedlił się w Monachium, gdzie pracował m.in. jako tłumacz wojsk amerykańskich.
W 1946 zaangażował się w działalność polityczną w ramach Socjaldemokratycznej Partii Niemiec, od 1948 pracował tam na etacie. W strukturach ugrupowania był m.in. szefem młodzieżówki Jusos w Bawarii (1950–1957), przewodniczącym SPD w landzie (1963–1976) i członkiem federalnej egzekutywy (1964–1979). W latach 1950–1978 zasiadał w landtagu Bawarii, gdzie od 1962 do 1976 kierował frakcją partyjną, a następnie do 1978 pozostawał wiceprzewodniczącym. Od 1971 do 1989 kierował powiązaną z ugrupowaniem instytucją edukacyjną Georg-von-Vollmar-Akademie. Był też szefem Seliger-Gemeinde, organizacji zrzeszającej niemieckich socjaldemokratów, wygnanych z Czechosłowacji.
W 1979 wybrano go posłem do Parlamentu Europejskiego. Przystąpił do frakcji socjalistycznej, należał do Komisji ds. Kontroli Budżetu, Komisji ds. Transportu oraz Wspólnej Komisji Parlamentu Europejskiego i Parlamentu Portugalskiego.

## Odznaczenia
Odznaczony m.in. Wielkim Krzyżem Zasługi (1973) i Wielkim Krzyżem Zasługi z Gwiazdą (1978) Orderu Zasługi Republiki Federalnej Niemiec, a także Bawarskim Orderem Zasługi (1962).

## Życie prywatne
Od 1950 był żonaty z Inge (1927–1994), także działaczką SPD. W 1997 ożenił się z Ute, z domu Hageneder.